# 尖叶茴芹
尖叶茴芹（学名：Pimpinella acuminata）为伞形科茴芹属下的一个种。

## 扩展阅读
- 維基物種上的相關：尖叶茴芹